# Papraća kolostor
A Papraća kolostor (szerbül: Манастир Папраћа, romanizálva: Manastir Papraća) szerb ortodox kolostor, a Gyümölcsoltó Boldogasszonynak szentelve, Papraća faluban, az azonos nevű folyó forrásánál, Šekovići közelében, a Boszniai Szerb Köztársaság keleti részén és Bosznia-Hercegovinában található.

## Története

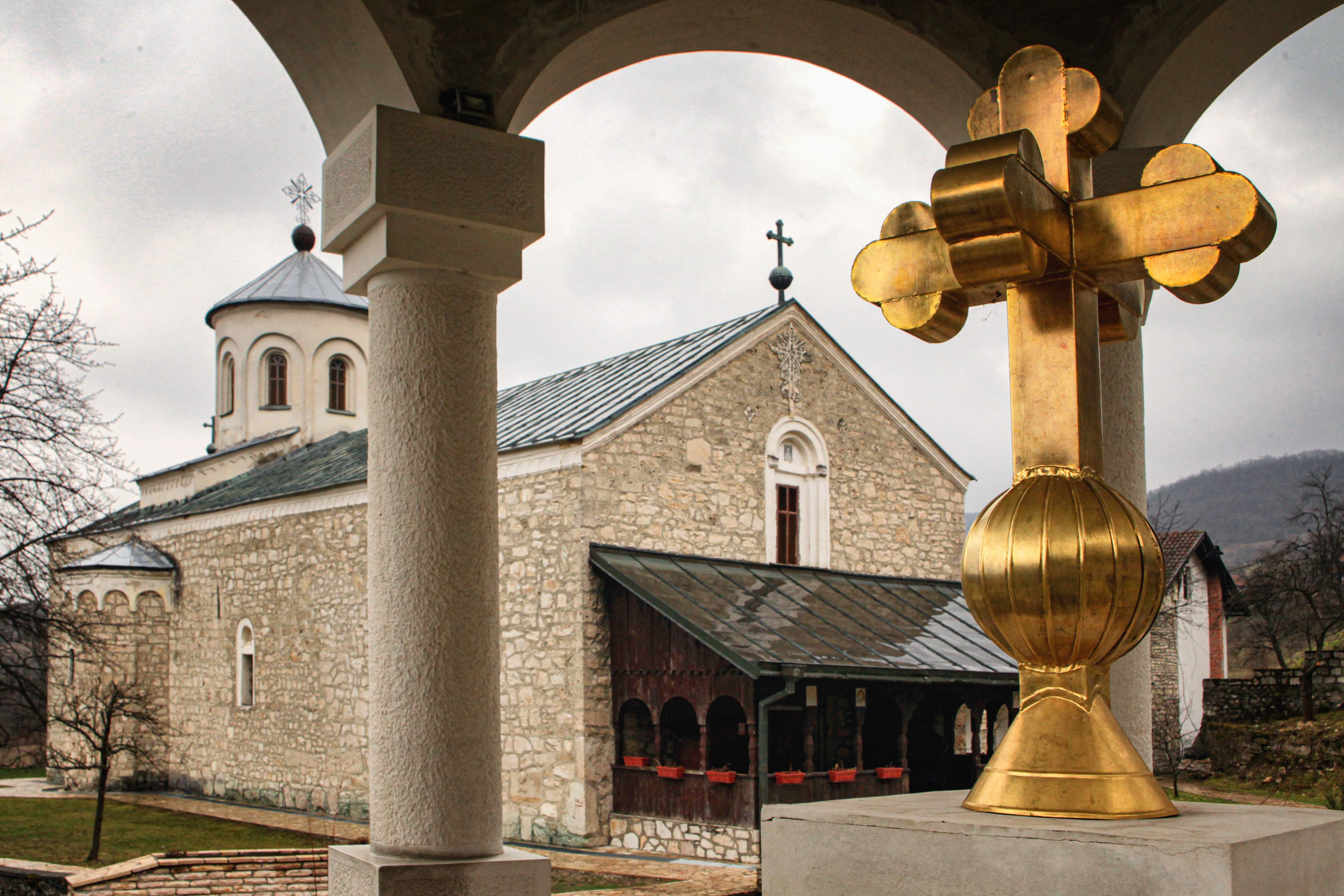
A nemzeti műemlék

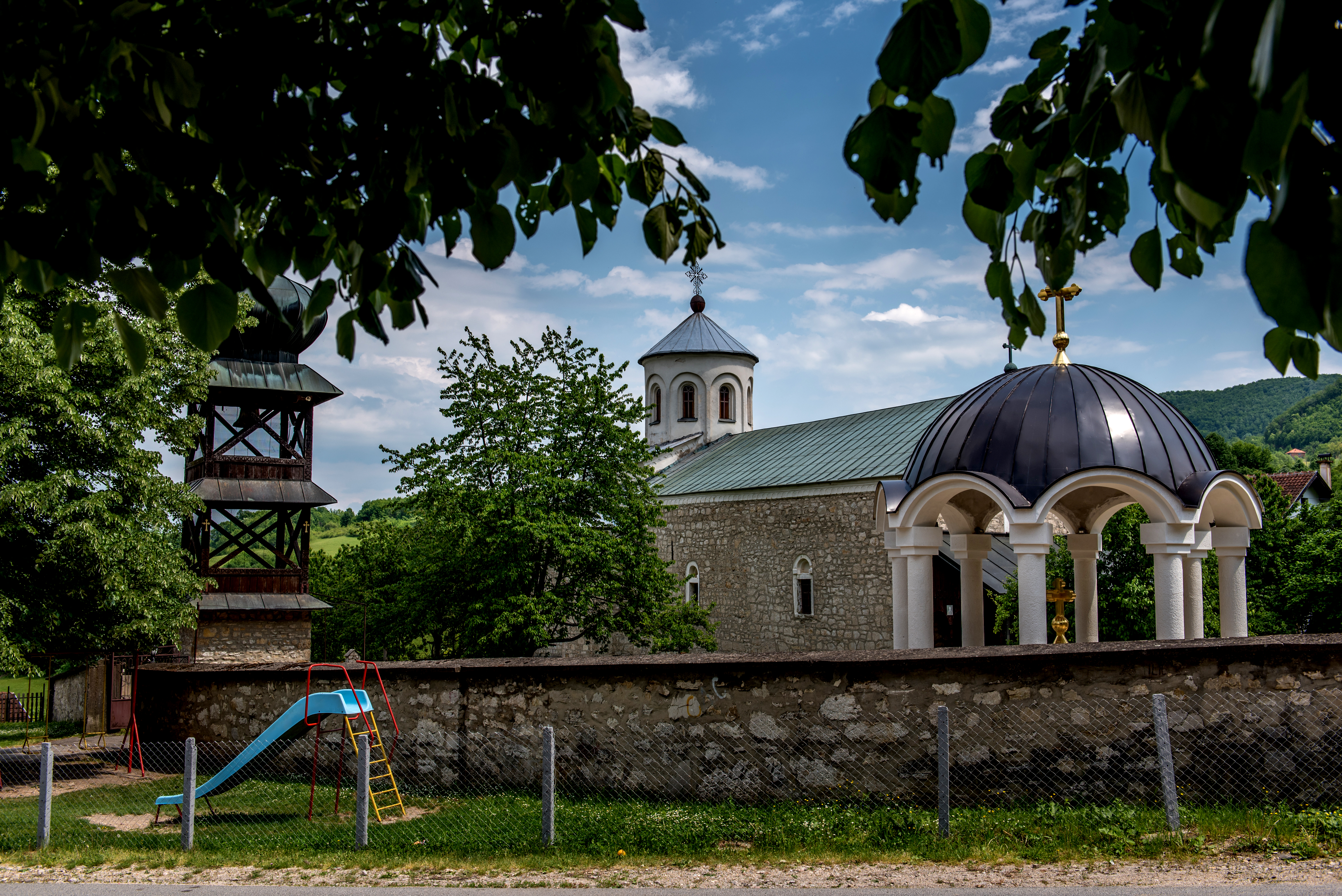
A templom és kolostor

Alapításának időpontja ismeretlen, de a korabeli oszmán dokumentumok tanúsága szerint a kolostor a 16. század első felében létezett. A meglévő kolostor padlója alatt feltártak egy régebbi templom maradványait, amely feltételezések szerint az egyik Nemanjić uralkodásának időszakából származik, a 13. századból vagy a 14. század elejéből. A papraćai szerzetesek a 16. és 17. században kapcsolatban álltak orosz uralkodókkal, és gyakran utaztak Oroszországba, hogy pénzt és adományt gyűjtsenek.
1551-ben a szerzetesek a Litván Nagyfejedelemséghez tartozó Volhínián keresztül Moszkvába utaztak, ahol Dymitr Sanguszko hercegtől, aki Jovan Branković szerb despota unokája volt, kéziratos evangéliumi könyvet kaptak. Néhány évvel később, szintén Volhíniában, a papraćai szerzetesek egy másik csoportja kapott egy zsoltárt egy szerb származású embertől, Nikolától. 1559-ben a segítettek új templomot építeni a nyugat-szerbiai Tronoša kolostorban.
1645-ben Alekszej orosz cár orosz cár kiadott egy oklevelet, amely lehetővé tette Paprać szerzeteseinek, hogy nyolcévente egyszer adományokat gyűjtsenek Oroszországban. Még a nagy török háború idején (1683–1699) sikerült Oroszországba utazniuk.
A kolostort az 1716–18-as osztrák-török háború után elhagyták és lerombolták. Templomát 1853-ban építették újjá, miután az oszmán hatóságok engedélyezték az építkezést. Az újjáépítést a szarajevói szerbek forrásai segítették. A következő években a templomot felújították, felszentelésére 1869-ben került sor. Papraćán 1880-ban állították helyre a kolostoréletet.
A második világháború alatt a kolostor tönkrement, értékeit ellopták. 1954-ben részben megjavították, főként Varvara Božić apáca munkájával, a Tavna kolostorból. További felújítások után 1975. szeptember 21-én szentelték fel. A Papraća kolostort 2005-ben Bosznia-Hercegovina nemzeti műemlékének nyilvánították.

## Fordítás
- Ez a szócikk részben vagy egészben  a   Papraća Monastery című angol Wikipédia-szócikk ezen változatának fordításán alapul.  Az eredeti cikk szerkesztőit annak laptörténete sorolja fel. Ez a jelzés csupán a megfogalmazás eredetét és a szerzői jogokat jelzi, nem szolgál a cikkben szereplő információk forrásmegjelöléseként.